# NFL sezona 1942.
NFL sezona 1942. je 23. po redu sezona nacionalne lige američkog nogometa. 
Sezona je počela 13. rujna 1942. Utakmica za naslov prvaka NFL lige odigrana je 13. prosinca 1942. u Washingtonu D.C. na Griffith Stadiumu. U njoj su se sastali pobjednici istočne divizije Washington Redskinsi i pobjednici zapadne divizije Chicago Bearsi. Pobijedili su Redskinsi rezultatom 14:6 i osvojili svoj drugi naslov prvaka NFL-a.

## Poredak po divizijama na kraju regularnog dijela sezone
| Istočna divizija     |     |     |     |      |     |     |
| Momčad               | Pob | Por | Ner | %    | P+  | P-  |
| Washington Redskins* | 10  | 1   | 0   | 90,9 | 227 | 102 |
| Pittsburgh Steelers  | 7   | 4   | 0   | 63,6 | 167 | 119 |
| New York Giants      | 5   | 5   | 1   | 50,0 | 155 | 139 |
| Brooklyn Dodgers     | 3   | 8   | 0   | 27,3 | 100 | 168 |
| Philadelphia Eagles  | 2   | 9   | 0   | 18,2 | 134 | 239 |

| Zapadna divizija  |     |     |     |       |     |     |
| Momčad            | Pob | Por | Ner | %     | P+  | P-  |
| Chicago Bears*    | 11  | 0   | 0   | 100,0 | 376 | 84  |
| Green Bay Packers | 8   | 2   | 1   | 80,0  | 300 | 215 |
| Cleveland Rams    | 5   | 6   | 0   | 45,5  | 150 | 207 |
| Chicago Cardinals | 3   | 8   | 0   | 27,3  | 98  | 209 |
| Detroit Lions     | 0   | 11  | 0   | 0,0   | 38  | 263 |

Napomena: * - pobjednici konferencije, % - postotak pobjeda, P± - postignuti/primljeni poeni

## Prvenstvena utakmica NFL-a
- 13. prosinca 1942. Washington Redskins - Chicago Bears 14:6

## Statistika

### Statistika po igračima

#### U napadu
- Najviše jarda dodavanja: Cecil Isbell, Green Bay Packers - 2021
- Najviše jarda probijanja: Bill Dudley, Pittsburgh Steelers - 696
- Najviše uhvaćenih jarda dodavanja: Don Hutson, Green Bay Packers - 1211

#### U obrani
- Najviše presječenih lopti: Clyde Turner, Chicago Bears - 8

### Statistika po momčadima

#### U napadu
- Najviše postignutih poena: Chicago Bears - 376 (34,2 po utakmici)
- Najviše ukupno osvojenih jarda: Chicago Bears - 350,5 po utakmici
- Najviše jarda osvojenih dodavanjem: Green Bay Packers - 218,8 po utakmici
- Najviše jarda osvojenih probijanjem: Chicago Bears - 171,0 po utakmici

#### U obrani
- Najmanje primljenih poena: Chicago Bears - 84 (7,6 po utakmici)
- Najmanje ukupno izgubljenih jarda: Chicago Bears - 154,4 po utakmici
- Najmanje jarda izgubljenih dodavanjem: Washington Redskins - 99,4 po utakmici
- Najmanje jarda izgubljenih probijanjem: Chicago Bears - 47,2 po utakmici

## Vanjske poveznice
- Pro-Football-Reference.com, statistika sezone 1942. u NFL-u
- NFL.com, sezona 1942.